# Nacionalna kompanija Železopătna infrastruktura
Nacionalna kompanija Železopătna infrastruktura, plný název cyrilicí Държавно предприятие Национална компания „Железопътна инфраструктура“, zkratka НКЖИ (NKŽI), VKM NRIC je bulharský státní provozovatel dráhy.

## Historie
Společnost byla zřízena k 1. lednu 2002 jako největší bulharská státní organizace.

## Železniční síť
V roce 2023 společnost provozovala celkem 3904 km železničních tratí o rozchodu 1435 mm a 125 km tratí o rozchodu 760 mm. 995 km tratí bylo dvoukolejných. Na síti NKŽI se nacházelo 186 tunelů o celkové délce 47,9 km, 995 mostů o celkové délce 43,1 km a 757 úrovňových přejezdů. Přes 70 % železničních tratí bylo elektrizovaných soustavou 25 kV 50 Hz.